# Dolicharthria cerialis
Dolicharthria cerialis is een vlinder uit de familie van de grasmotten (Crambidae), uit de onderfamilie van de Spilomelinae. De wetenschappelijke naam van deze soort is voor het eerst voorgesteld als Phalaena Pyralis cerialis door Caspar Stoll in een publicatie uit 1782.
De soort komt voor in Suriname.